# Prästlönetillgångar
Prästlönetillgångar är den gemensamma benämningen på Svenska kyrkans skog, jord och kapital. Dessa är en del av så kallade kyrkofastigheter som tillsammans med kyrkobyggnader utgör den Svenska kyrkans förmögenhet. Förvaltningen av prästlönetillgångarna regleras i kyrkoordningens (KO) 46 kapitel 1-16 §§.  De definieras i §1:
"Prästlönetillgångarna består av fast egendom och tomträtter (prästlönefastigheter) samt andra tillgångar (prästlönefond). Av 9 § lagen (1998:1591) om Svenska kyrkan framgår att prästlönetillgångarna har till ändamål att bidra till de ekonomiska förutsättningarna för Svenska kyrkans förkunnelse".
Benämningen har uppkommit genom tillgångarnas tillkomst under århundradena, där de utgör den investerade delen av det tionde som svenska folket erlade till kyrkans fromma.
Den fasta egendomen, prästlönefastigheterna och prästlönefondsmedlen, utgör prästlönetillgångar i Svenskakyrkan och förvaltas av stiften. Förmögenheten är sluten, nytt kapital varken tillförs eller utgår. Däremot sker årligen förändringar mellan placering av kapitalet i fast egendom och prästlönefond.
Kyrklig jord är fast egendom som anslagits åt kyrkan för att användas till särskilda ändamål, där huvudmålet av den kyrkliga jordens förvaltning anges i kyrkoordningen.
Prästlönefastighet är kyrklig jord som består av fast egendom och tomträtter (tidigare prästbord). Avkastningen består av arrenden, hyror, skogslikvider med mera. Vid försäljning av prästlönefastighet ska ersättningen fonderas och kostnader i samband med försäljningen dras av. Prästlönefond är sådant fonderat kapital som består av svenska och utländska aktier samt räntebärande papper. Avkastningen ska användas för att vidmakthålla de ekonomiska förutsättningarna för kyrkans förkunnelse.

## Tillfällig skattefrihet
Enligt en av de förmånliga övergångsbestämmelser,  Lag (1999:290), som tillkom vid privatiseringen 1 jan 2000 beviljades Svenska kyrkan skattefrihet för inkomster från prästlönetillgångar vid 2001-2010 års taxeringar.
I en debattartikel i DN uttryckte ärkebiskopen Anders Wejryd oro för att den förestående beskattningen från år 2010 skulle äventyra kyrkans möjligheter att förvalta det kulturarv i form av kyrkobyggnader som man anförtroddes vid privatiseringen 2000.
Sedan den tillfälliga skattefriheten löpt ut betalar kyrkan skatt för prästlönetillgångarna. Under 2010-talet (år 2010-2019) har utdelningen från prästlönetillgångarna till den kyrkliga verksamheten legat på mellan 400 och 600 miljoner kronor om året. Högst var utdelningen under åren 2014 och 2015 och lägst utdelning gav året 2018.